# Hoheit flirtet
Hoheit flirtet (OT Thin Ice) ist ein US-amerikanisches Filmmusical mit Sonja Henie und Tyrone Power aus dem Jahr 1937. 

## Handlung
Lili Heiser ist Skilehrerin in einem Schweizer Hotel. Sie hat sich in den schüchternen jungen Mann verliebt, der jeden Morgen bei ihr Unterricht nimmt, ohne zu wissen, dass es sich um Prinz Rudolph handelt. Beide ahnen auch nicht, dass die gesamte Weltpresse regen Anteil am Fortgang ihrer Romanze nimmt. Die Hotelleitung nutzt die Publicity und überträgt Lili die Hauptrolle in einer spektakulären Eisrevue. Am Ende wird aus Lili Heiser Prinzessin Lili und sie und Rudolph leben glücklich bis an ihr Ende. 

## Hintergrund
Die norwegischen Eiskunstläuferin Sonja Henie entschied sich nach dem Ende ihrer beispiellosen Erfolgsserie mit drei Olympiasiegen, zehn Weltmeisterschaftstiteln und sechs Europameisterschaftstiteln Mitte 1936 für eine Karriere beim Film. Nach harten Verhandlungen um Konditionen unterschrieb sie schließlich bei 20th Century Fox für eine Gage von 60.000 US-Dollar und Star-Billing, Konditionen, die bislang noch keinem anderen Neuschauspieler zugebilligt worden waren. Der Erfolg ihres Debüts in One in a Million führte zu einem neuen Filmvertrag, der ihr eine Gage von 125.000 US-Dollar pro Film garantierte und die Zusicherung des sog. First Billing, wonach ihr Name vor jedem anderen Schauspieler angekündigt würde. 
Das Studio entwickelte für Henie eine ganz spezielle Form des Revuefilms mit spektakulären Showeinlagen in Form von Eisrevuen. Dazu musste eine besondere Kamera entwickelt werden, um die extrem schnellen Bewegungen der Eisläufer ohne Verzerrung aufnehmen zu können. Darüber hinaus war es notwendig, das Eis für die Revueszenen besonders zu präparieren. Dazu wurde eine oberste Schicht von milchfarbenem Eis aufgetragen, um die Aufnahmen zu erleichtern. Auch musste stets ein hauchdünner Wasserfilm gewährleistet werden, da nur so verhindert werden konnte, dass Eisstücke bei Bremsmanövern und schnellen Wendungen herumschleuderten und die Aufnahme verdarben. 
Das Studio sparte bei Thin Ice, Henies zweitem Film, keine Mühen und Kosten und investierte am Ende gut 1.000.000 US-Dollar in das Projekt. Sonja Henie, die jeden Schritt ihrer Karriere genau plante und überwachte, bestand darauf, mit Tyrone Power den größten männlichen Star der Fox-Studios an die Seite gestellt zu bekommen. Die Klatschpresse berichtete intensiv über eine angebliche Romanze zwischen den beiden. Da Henie Englisch nur mit einem sehr starken Akzent sprach, bestand Studiochef Darryl F. Zanuck auf so wenig Dialogzeilen wie möglich für den Filmcharakter seines weiblichen Stars. Durch die Handlung in der Schweiz konnte zudem sichergestellt werden, dass alle anderen Mitspieler ebenfalls mit mehr oder weniger ausgeprägtem Akzent sprechen konnten. 
Bei den drei spektakulären Revueszenen waren bis zu 100 Eisläufer gleichzeitig involviert. Der Film sollte zwischenzeitlich den Verleihtitel Lovely to Look At erhalten, ehe er dann doch unter Thin Ice in die nationalen Kino kam. Der finanzielle Erfolg brachte Sonja Henie auf Platz 8 der 10 kassenträchtigsten Kinostars des Jahres 1937. 1939 drehten Henie und Tyrone Power erneut unter der Regie von Sidney Lanfield die romantische Komödie Second Fiddle.
In Österreich kam der Film im Jahr 1938 unter dem Titel Hoheit flirtet in den Verleih.

## Auszeichnungen
Thin Ice erhielt bei der Oscarverleihung 1938 eine Nominierung in der Kategorie:
- Beste Tanzregie (Harry Losee für die Eistanznummer Prinz Igor)

## Kritik
Der Film und sein Star erhielten ausgezeichnete Kritiken. 
So befand die New York Times
In Thin Ice stellt die Eiskunstlauf-Olympiasiegerin Sonja Henie unter Beweis, dass sie nicht nur eine skandinavische Gottheit aus Wind und Schnee, sondern auch charmante romantische Komödiantin ist.
In Thin Ice, Olympic skating champion Sonja Henie shows she's not only a Scandinavian goddess of wind and snow but a charming, romantic comedienne too.
Variety wollte nicht zurückstehen mit dem Lob: 
Wundervoll ausgestattet und gefilmt macht diese unterhaltsame romantische Komödie einen Topstar aus Henie.
Beautifully costumed and photographed, this entertaining romantic comedy established Henie as a top box-office star.